# Tempel van Juno Regina (Aventijn)
De Tempel van Juno Regina (Latijn: templum Iunonis reginae of aedes Iunonis reginae) was een tempel ter ere van de godin Juno op de Aventijn.
De Romeinse generaal en staatsman Camillus beloofde de bouw van deze tempel aan de Etruskische godin Juno Regina van Veii, vlak voor de verovering van deze stad in 396 v.Chr. Camillus beloofde de godin een prachtige tempel en grote eerbewijzen in de hoop dat zij de Romeinen zou toestaan haar stad te veroveren. Camillus bracht het xoanon, het gestolen houten standbeeld van Juno, mee uit Veii en plaatste dat in zijn tempel, die hij inwijdde op 1 september 392 v.Chr.
Keizer Augustus liet de tempel restaureren, maar na zijn tijd wordt de tempel niet meer vermeld in de oude bronnen.
Op het Marsveld werd in de 2e eeuw v.Chr. een tweede Tempel van Juno Regina gebouwd. Deze stond in de Porticus van Octavia.

## Referentie
- S. Platner, A topographical dictionary of ancient Rome, London 1929. Art. Juno Regina

Pantheon · Tempel van Caesar · Tempel van Castor en Pollux · Tempel van Hadrianus · Tempel van Mars Ultor · Tempel van Matidia · Tempel van Romulus · Tempel van Saturnus · Tempel van Venus en Roma · Tempel van Portunus · Tempel van Hercules Invictus · Tempel van Jupiter Optimus Maximus · Tempel van Apollo Palatinus · Tempel van Apollo Sosianus · Tempel van Elagabal · Tempel van de gens Flavia · Tempel van de heilige strijdwagens · Tempel van Minerva Chalcidica · Tempel van Juno Regina (Aventijn)